# Dittographie
Die Dittographie (von altgriechisch διττός dittós „zweifach, verdoppelt“ und -graphie) ist ein Begriff aus der Sprachwissenschaft und Textkritik und bezeichnet die fälschliche Doppelschreibung eines Elements.

## Beispiele
Sie gehen in in den Garten.
Besonders häufig treten Fälle von Dittographie auf, wenn ohnehin bereits eine Doppelung vorhanden ist, so etwa bei Filmmmusik.
Nicht gemeint sind solche Fälle, in denen Homonyme in einer Abfolge vorkommen, wie etwa in die Frauen, die die (Bedeutung: „welche diese/jene“) Kuchen backen. In diesem Fall handelt es sich beim ersten die um das Relativpronomen (die Frauen, die backen), während das zweite die der bestimmte Artikel im Plural des Objekts ist (die Kuchen).